# Nestor Adam
François-Nestor Adam c.r.b., né le 7 février 1903 à Étroubles en Vallée d'Aoste (Italie) et mort le 8 février 1990, est un ecclésiaste suisse. Il fut prévôt de la congrégation religieuse des chanoines du Grand-Saint-Bernard, puis évêque de Sion dès 1952.

## Biographie

### Formation
Né le 7 février 1903 à Étroubles, il suit des études classiques au collège Saint-Bénin à Aoste, puis fréquente durant deux ans le faculté de droit de Turin.
En 1920, il prend l'habit au Saint-Bernard, et vers la fin de son noviciat, malade et doutant de sa vocation, il rentre dans sa famille. L'appel de Dieu se faisant sentir, Nestor Adam recommence le noviciat.[réf. nécessaire]

### Vœux religieux
Le 10 avril 1926, il fait sa profession solennelle, et achève ses études théologiques à Innsbruck.

### Prêtre
Victor Bieler, évêque de Sion, l'ordonne prêtre le 28 août 1927. Il enseigne dès lors la philosophie et la théologie à ses confrères.
En 1928, il ajoute à ses charges celle de maître des novices jusqu'à sa nomination comme recteur de Ravoire par Théophile Bourgeois (commune de Martigny-Combe), en 1934. 
Il devient suisse en 1932 et devient bourgeois de Mex. 

### Prévôt
Le 18 avril 1939, lors du chapitre de la congrégation, Nestor Adam est élu prévôt, succédant à Théophile Bourgeois. Le pape Pie XII confirme cette élection le 10 mai 1939, et c'est le 11 juin 1939 que la bénédiction abbatiale a lieu, conférée par Victor Bieler, évêque de Sion, assisté par Bernard Burquier, père-abbé de Saint-Maurice, et d'Ernest Joye, évêque émérite de Port-Victoria,.

### Évêque
Le 8 août 1952, François-Nestor Adam devient évêque de Sion,. Il achève la rénovation du Grand Séminaire diocésain en 1959 qui sera transféré à Fribourg en 1970 pour que les séminaristes puissent recevoir une formation universitaire. L'événement majeur de l'épiscopat de Nestor Adam est le Concile Vatican II (1962-1965). L'évêque est appelé à collaborer à la commission préparatoire. Il participe à toutes les séances plénières du Concile. Se montrant tout d'abord critique, il se rallie aux décisions conciliaires,. Pour mettre en application les décrets conciliaires, il convoque un synode diocésain en 1972. Il crée le Conseil presbytéral, le Conseil pastoral diocésain et les conseils pastoraux de paroisse. 
De 1970 à 1976, il est président de la Conférence des évêques suisses,, et c'est dans ce cadre qu'il signe le 5 juillet 1973 une déclaration de reconnaissance réciproque de baptême avec la Fédération des Églises protestantes de la Suisse. 
À partir de 1970, la Fraternité sacerdotale Saint-Pie X de Marcel Lefebvre s'installe à Écône, dans le diocèse de Sion, ce qui marque son épiscopat,.
Il restera évêque de Sion jusqu'en 1977. Après quoi, il se retirera dans une petite paroisse de montagne, Bourg-Saint-Pierre, en Valais. Il décède le 8 février 1990 à Sion à 87 ans,.